# كأس الاتحاد الإنجليزي 1929–30
كأس الاتحاد الإنجليزي 1929–30 (بالإنجليزية: 1929–30 FA Cup)‏ هو الموسم 55 من  كأس الاتحاد الإنجليزي. أقيم خلال الفترة 7 سبتمبر 1929 وحتى 26 أبريل 1930، والذي يشرف على تنظيمه الاتحاد الإنجليزي لكرة القدم، وكان عدد الأندية المشاركة فيه  68، وفاز فيه نادي أرسنال.